# لي فانغ (صحفي)
لي فانغ (بالإنجليزية: Lee Fang)‏ هو صحفي وصحفي سياسي أمريكي، ولد في 12 ديسمبر 1986 في مقاطعة برينس جورج في الولايات المتحدة.